# Радиология
Радиологията е клон на медицината, който разглежда различни методи за създаване на медицински изображения. Първоначално в тази област се използва само електромагнитно излъчване и йонизиращите лъчения (рентгенови лъчи) за събиране на медицинска информация необходима при диагностика и лечение. Подобласт на радиологията е рентгенологията, която се занимава с използването на рентгенови лъчи. Днес, след завършването на задължителен стаж, радиолозите могат да работят с разнообразна апаратура за получаване на медицински изображения или т.нар. образна диагностика. Такива са ултразвук, компютърна томография (КТ) и ядрено-магнитен резонанс (ЯМР) за диагностика и лечение на различни заболянания. Интервенционалната радиология също е подобласт на радиологията. Техническото изпълнение на симулацията обикновено се прави с помощта на квалифициран специалист (рентгенов лаборант).